# Chemin Craig
Pour les articles homonymes, voir Craig et Chemin (homonymie).
Le chemin Craig est un chemin construit au début du XIXe siècle à l'instigation du gouverneur James Henry Craig et qui devait relier la ville de Québec aux États-Unis et favoriser la colonisation des Cantons de l'Est. 

## Histoire

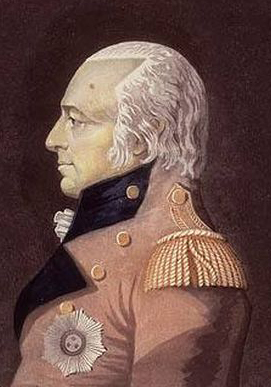
James Henry Craig, estampe coloriée à la main, vers 1810-1811, réalisée d'après un portrait de Gerritt Schipper. (Bibliothèque et Archives Canada, no d'acc 1990-317-1)

Au début du XIXe siècle, au Bas-Canada, la quasi-totalité de la population habitait encore dans les seigneuries le long du fleuve Saint-Laurent. Le territoire entre le fleuve et la frontière américaine venait d'être arpenté et cette région prit le nom de canton de l'est. Ce serait la prochaine zone à coloniser dans le Bas-Canada.
En 1810, le gouverneur James Henry Craig fit entreprendre la construction d'un chemin devant relier Québec et Boston aux États-Unis. Il voulait aussi favoriser la colonisation d'une population anglophone massive. Le but était d'assimiler la population canadienne française .
Le tracé visé allait de la seigneurie de Saint-Gilles jusqu'à Richmond. À cet endroit, un chemin existant qui correspond aujourd'hui à la route 143 jusqu'à Stanstead devait continuer le trajet jusqu'à la frontière américaine.
La construction du chemin fut entreprise en août 1810. Elle se poursuivit pendant 3 mois. 180 soldats furent utilisés pour les travaux. Ceux-ci coupèrent des arbres et bâtirent plusieurs ponts afin de rendre la route carrossable. Bien que la route soit boueuse et que le terrain soit accidenté en plusieurs endroits, cette voie était assez praticable pour permettre un service de diligence en hiver.
En janvier 1811, le service de diligence fut établi. Il devait relier Québec à la ville de Boston en un temps record de 6 jours. Le service prenait fin en mars au dégel. Ce service fut plus tard abandonné en raison des conditions difficiles du voyage.
La guerre de 1812 eut pour conséquences l'abandon du chemin Craig. Celui-ci pouvait maintenant servir de voie d'invasion pour les Américains. Plusieurs ponts furent détruits et la forêt reprit le dessus. Un rapport de l'arpenteur Joseph Bouchette fait état de la mauvaise condition du chemin.
Des colons s'y sont tout de même installés, en se plaignant de la mauvaise condition du chemin. Malgré quelques réparations, le chemin Craig sera déclaré impraticable en 1829. Pour pallier cette situation, une autre voie, le chemin Gosford fut entrepris pour favoriser la colonisation. Puis en 1839 le chemin Lambton, (Lambton road) fut ouvert par la Quebec and Megantic Land Company à partir des seigneuries de la Beauce, en direction du Grand lac Saint-François.
Le succès du chemin Craig est mitigé. Il a permis d'ouvrir le territoire à plusieurs nouveaux habitants mais pas comme il fallait s'y attendre. L'établissement d'une population anglophone fut insuffisante. La tentative d'assimilation des Canadiens français fut un échec. Par contre ces derniers vont venir habiter cette région et ils deviendront majoritaires.

## Son tracé

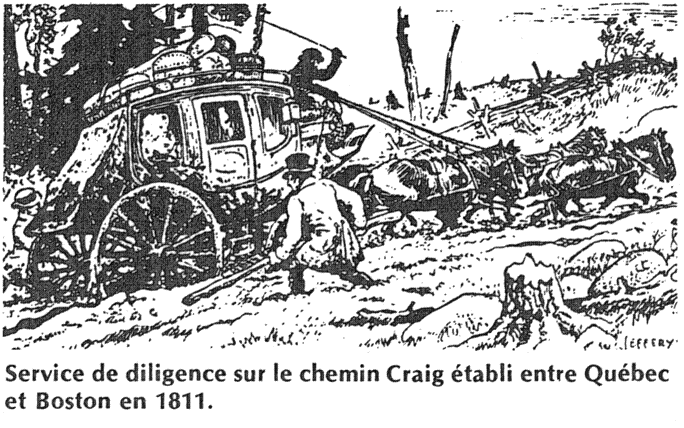

Pour partir de Québec, les gens devaient se rendre à Saint-Nicolas et emprunter le chemin Saint-Jean jusqu'à Saint-Gilles. Le chemin Craig passe par Saint-Jacques-de-Leeds, puis le canton d'Inverness. Il passe ensuite près de Kinnear's Mills et ensuite vers la localité de Saint-Jean-de-Brébeuf. Il rejoint le canton d'Ireland (Irlande). Le tracé de Saint-Gilles à Saint-Ferdinand d'Halifax est l'actuelle route 216. De Saint-Ferdinand, on rejoint la localité de Vianney  et ensuite, on passe près des petites localités de Trottier Mill et Sainte-Hélène-de-Chester. Le chemin Craig se poursuit vers Chesterville et Tingwick où il porte encore son nom. On passe ensuite au canton de Shipton où se trouve Danville et rejoint ensuite Richmond par l'actuelle route 116.
Le reste du trajet vers les États-Unis passe par l'actuelle route 143. Il passe par Windsor, Bromptonville, Sherbrooke, Ayer's Cliff et Stanstead.

## Littérature
- Madeleine Ferron, Sur le chemin Craig (roman), 1983.